# Petar Škuletić
Petar Škuletić (serbisch-kyrillisch Петар Шкулетић, * 29. Juni 1990 in Nikšić, SFR Jugoslawien) ist ein serbischer Fußballspieler auf der Position eines Stürmers.

## Verein
Škuletić begann seine aktive Karriere als Fußballspieler im Jahre 2004 im Nachwuchsbereich von Partizan in der serbischen Hauptstadt Belgrad. Bei der U-17 Quixote Tropheo im Jahre 2008 war er mit sieben Treffern Torschützenkönig des Turniers, wobei er mit der U-17-Mannschaft von Partizan das ebenfalls gestellte U-17-Team des FC Barcelona mit 5:0 deklassierte.
Nach vier Jahren in den Jugendmannschaften wechselte er 2008 leihweise von der U-19-Mannschaft von Partizan zum Teleoptik Zemun, dem Farmteam des Klubs. Beim Verein, dessen Kampfmannschaft ihren Spielbetrieb in der Srpska Liga Belgrad (einer der vier Sektionen der drittklassigen Srpska Liga) hat, kam er in mehreren Ligaspielen zum Einsatz.
Anfang 2009 wurde bekanntgegeben, dass mehrere internationale Profivereine, wie Celtic Glasgow und Blackburn Rovers Interesse an dem großgewachsenen Stürmer zeigten. Als Miralem Sulejmani im Jahre 2006 den Klub in Richtung Niederlande zum SC Heerenveen verließ, hatte es den Anschein, als würde der Verein viel daraufsetzen, die jungen Talente gewinnbringend an internationale Großklubs zu verkaufen. Nach Nikola Gulan (Sampdoria Genua und AC Florenz), Zoran Tošić und Adem Ljajić (beide Manchester United) sollte Škuletić im Winter 2008/09 ein weiterer junger Spieler sein, der den Sprung vom Partizan Belgrad ins Ausland schafft. Doch zu einer Vertragsunterzeichnung kam es nie.
Die Scouts wurden im Sommer 2008 während eines Jugendauswahl-Turniers in Nordirland auf Škuletić aufmerksam, bei dem der Spieler mit seiner Mannschaft einige Erfolge feiern konnte.
Im Juni 2009 unterzeichnete Škuletić seinen ersten Profivertrag bei seinem Stammverein. Kurz darauf kam es zu einigen Komplikationen, da sich der österreichische Bundesligist LASK Linz ebenfalls für den serbischen Juniorenteamspieler interessierte. Nachdem er am 7. Juli einen Gesprächstermin bezüglich seines Visums hatte, transferierte Škuletić am darauffolgenden Tag in die oberösterreichische Landeshauptstadt Linz.
Am 7. August 2009 beim 4:0-Heimsieg über die Kapfenberger SV feierte er sein Profidebüt, als er in der 79. Spielminute für Roman Wallner eingewechselt wurde. Bei der 1:2-Heimniederlage gegen den SK Sturm Graz am 27. Februar 2010 erzielte der gebürtige Serbe sein erstes Profiligator nach Vorlage des gleichaltrigen Florian Hart.
Nachdem er bereits unter Trainer Helmut Kraft aus dem Kader der Linzer aussortiert worden war und auch bei den Amateuren keine Rolle gespielt hatte, wurde er im Februar 2011 an den montenegrinischen Verein FK Zeta Golubovci verliehen. Im Sommer 2011 verließ er Linz endgültig und wechselte zurück in die Heimat zu Vojvodina Novi Sad, spielte dort bis Anfang des Jahres 2014. Schließlich verpflichtete ihn sein Jugendverein Partizan.
Im Sommer 2017 wurde er vom türkischen Erstligisten Gençlerbirliği Ankara verpflichtet. Im Juni 2018 wechselte er zum französischen Erstligisten HSC Montpellier. Ende Januar 2020 wurde er für den Rest der Saison 2019/20 mit anschließender Kaufoption an den türkischen Verein Sivasspor verliehen. Vor allem infolge Verletzungen bestritt er sieben von fünfzehn möglichen Ligaspielen und eins von zwei möglichen Pokalspielene für Sivasspor und schoss dabei in der Liga ein Tor.
Die Kaufoption wurde dann nicht wahrgenommen, so dass Škuletić in der Saison 2020/21 wieder zum Kader von Montpellier gehört. Von dort wurde er ohne einen weiteren Einsatz im folgenden Herbst an Sabah FK aus Aserbaidschan abgegeben. Hier spielte er nur für kurze Zeit und ging dann im Januar 2022 zurück in seine Heimat zu TSC Bačka Topola.

## Nationalmannschaft
Obwohl Škuletić im heutigen Montenegro geboren wurde, kam er in den serbischen Nationalteams zu seinen ersten Juniorenländerspielen. Dennoch wurde ihm auch die Möglichkeit geboten, für die montenegrinischen Jugendauswahlen anzutreten. Im Jahre 2006 absolvierte der junge Stürmer vier Spiele für die U-17-Auswahl Serbiens und erzielte dabei drei Treffer. 2008 stand er im Kader des U-19-Nationalteams, für das er in einem Spiel im Einsatz war.

## Erfolge
- Serbischer Pokalsieger: 2014
- Serbischer Meister: 2015
- Russischer Pokalsieger: 2015, 2017